# دنیس هالیدو
دنیس هالیدو (اوکراینی: Денис Олександрович Голайдо؛ زادهٔ ۳ ژوئن ۱۹۸۴) بازیکن فوتبال اهل اوکراین است.
از باشگاه‌هایی که در آن بازی کرده‌است می‌توان به باشگاه فوتبال تاوریا سیمفروپول، باشگاه فوتبال اوورلا اوژهورود، و باشگاه فوتبال متالورگ دونتسک اشاره کرد.
وی همچنین در تیم‌های ملی فوتبال زیر ۲۱ سال اوکراین، Crimean Tatars national football team، و اوکراین بازی کرده‌است.